# Le Gang Jönsson
Pour plus de détails, voir Fiche technique et Distribution.
Le Gang Jönsson (Se upp för Jönssonligan) est un film suédois réalisé par Tomas Alfredson, sorti en 2020.

## Fiche technique
- Titre : Le Gang Jönsson
- Titre original : Se upp för Jönssonligan
- Réalisation : Tomas Alfredson
- Scénario : Tomas Alfredson, Henrik Dorsin et Rikard Ulvshammar
- Musique : Hans Ek, Martin Jonsson et Mathias Venge
- Photographie : Simon Rudholm
- Montage : Rasmus Gitz-Johansen et Henrik Källberg
- Production : Gila Bergqvist, Anna Carlsten, Pontus Edgren, Joshua Mehr et Fatima Varhos
- Société de production : FLX
- Pays de production :  Suède
- Genre : Comédie
- Durée : 116 minutes
- Dates de sortie : 
  - Suède : 25 décembre 2020
  - France : 14 mars 2021 sur Canal+ Family[1]

## Distribution
- Henrik Dorsin : Charles Ingvar « Sickan » Jönsson
- Anders Johansson : Ragnar Vanheden
- Hedda Stiernstedt : Doris
- David Sundin : Dynamite Harry
- Sven Ahlström : Jan Poppe
- Dilan Akrawi : Rita
- Anders Back : Stefan
- Anders Mossling : Dan
- MyAnna Buring : Regine Wall

## Distinctions
Le film a reçu six nominations aux prix Guldbagge et a remporté le prix des meilleurs décors.